# Янки Дудл Денди
«Янки Дудл Денди» (англ. Yankee Doodle Dandy) — американский музыкально-биографический фильм 1942 года об актёре, танцоре, певце, драматурге, авторе песен, продюсере, хореографе, владельце театра, режиссёре Джордже М. Кохане, известном как «Человек, который владеет Бродвеем». Премьера состоялась за полгода до смерти Кохана.
Сценарий написали Роберт Бакнер и Эдмунд Иосиф, фильм снял режиссёр Майкл Кёртис. По данным специального DVD-издания, значительные улучшения в сценарий внесли знаменитые «врачи сценариев» братья-близнецы Юлий Дж. Эпштейн и Филипп Г. Эпштейн, в титрах фильма они не указаны.
Несмотря на то, что фильм имел кассовый успех и на момент премьеры стал самым кассовым хитом в истории студии Warner Bros., он в то же время так сильно расходится с реальными фактами биографии Кохана, что сам Кохан после премьеры заявил: «Хороший был фильм. Только о ком он?»

## Сюжет

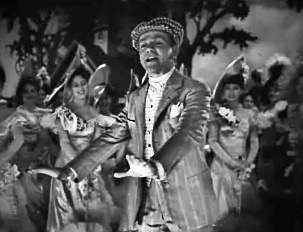
Джеймс Кэгни в роли Джорджа М. Кохана

## В ролях
| Актёр            | Персонаж                                 |
| ---------------- | ---------------------------------------- |
| Джеймс Кэгни     | Джордж М. Кохан                          |
| Джоан Лесли      | Мэри                                     |
| Уолтер Хьюстон   | Джерри Кохан                             |
| Розмари ДеКамп   | Нелли Кохан                              |
| Джинн Кэгни      | Джосси Кохан                             |
| Ирен Мэннинг     | Фэй Тэмплтон                             |
| Джордж Тобиас    | Дитц                                     |
| Ричард Уорф      | Сэм Харрис                               |
| Уолтер Кэтлетт   | администратор в театре                   |
| Долорес Моран    | Пипперино (в титрах не указана)          |
| Дик Уэссел       | ветеран Армии Союза (в титрах не указан) |
| Лон Маккаллистер | «мальчик по вызову» (в титрах не указан) |
| Леон Беласко     | фокусник (в титрах не указан)            |

## Награды
Оскар, 1943 год, фильм победил в номинациях:
- Лучшая мужская роль (Джеймс Кэгни)
- Лучший звук (Натан Левинсон)
- Лучший саундтрек для музыкальных картин

Фильм был номинирован:
- Лучший фильм
- Лучшая мужская роль второго плана (Уолтер Хьюстон)
- Лучший режиссёр (Майкл Кёртис)
- Лучший сюжет
- Лучший монтаж